# Wagner Domingos
Wagner José Alberto Carvalho Domingos (Recife, 26 marzo 1983) è un martellista brasiliano.

## Biografia
Attivo nelle competizioni sportive dal 2000, Domingos ha vinto numerose competizioni in America meridionale. Nel 2005, entrato a pieno titolo nella nazionale seniores, ha infranto il record nazionale, che non veniva migliorato dal 1978. Da quel momento ha migliorato sempre di più la qualità delle proprie prestazioni arrivando nel 2016 a stabilire il record sudamericano nel lancio del martello. Il raggiungimento di questa misura gli ha permesso di poter prendere parte ai Giochi olimpici casalinghi di Rio de Janeiro 2016, dove si è classificato dodicesimo in finale. Nel corso della sua carriera Domingos ha preso parte a due edizioni dei Mondiali nel 2015 e nel 2017, senza andare oltre il turno di qualificazione.
Nel 2012 ha sposato la giavellottista connazionale Laila Ferrer.

## Palmarès
| Anno | Manifestazione             | Sede           | Evento              | Risultato | Prestazione | Note |
| ---- | -------------------------- | -------------- | ------------------- | --------- | ----------- | ---- |
| 2000 | Sudamericani U18           | Bogotà         | Lancio del martello | 4º        | 58,39 m     |      |
| 2001 | Sudamericani U20           | Santa Fe       | Lancio del martello | 5º        | 50,14 m     |      |
| 2002 | Sudamericani U20           | Belém          | Lancio del martello | Bronzo    | 65,15 m     |      |
| 2004 | Sudamericani U23           | Barquisimeto   | Lancio del martello | Argento   | 63,86 m     |      |
| 2005 | Sudamericani               | Cali           | Lancio del martello | Argento   | 67,33 m     |      |
| 2006 | Campionati ibero-americani | Ponce          | Lancio del martello | Bronzo    | 66,06 m     |      |
| 2006 | Sudamericani               | Tunja          | Lancio del martello | Bronzo    | 67,27 m     |      |
| 2007 | Sudamericani               | San Paolo      | Lancio del martello | Bronzo    | 65,15 m     |      |
| 2007 | Giochi panamericani        | Rio de Janeiro | Lancio del martello | 7º        | 65,27 m     |      |
| 2008 | Campionati ibero-americani | Iquique        | Lancio del martello | 5º        | 66,24 m     |      |
| 2009 | Sudamericani               | Lima           | Lancio del martello | 4º        | 67,10 m     |      |
| 2010 | Campionati ibero-americani | San Fernando   | Lancio del martello | Bronzo    | 70,95 m     |      |
| 2011 | Sudamericani               | Buenos Aires   | Lancio del martello | Argento   | 70,65 m     |      |
| 2011 | Giochi panamericani        | Guadalajara    | Lancio del martello | 4º        | 70,16 m     |      |
| 2012 | Campionati ibero-americani | Barquisimeto   | Lancio del martello | Argento   | 71,91 m     |      |
| 2013 | Sudamericani               | Cartagena      | Lancio del martello | Oro       | 71,36 m     |      |
| 2014 | Giochi sudamericani        | Santiago       | Lancio del martello | Oro       | 70,62 m     |      |
| 2014 | Campionati ibero-americani | San Paolo      | Lancio del martello | Oro       | 74,12 m     |      |
| 2015 | Sudamericani               | Lima           | Lancio del martello | Oro       | 71,47 m     |      |
| 2015 | Giochi panamericani        | Toronto        | Lancio del martello | 4º        | 73,74 m     |      |
| 2015 | Mondiali                   | Pechino        | Lancio del martello | 22º (q)   | 71,82 m     |      |
| 2016 | Campionati ibero-americani | Rio de Janeiro | Lancio del martello | Oro       | 72,18 m     |      |
| 2016 | Giochi olimpici            | Rio de Janeiro | Lancio del martello | 12º       | 72,28 m     |      |
| 2017 | Sudamericani               | Asunción       | Lancio del martello | Oro       | 73,79 m     |      |
| 2017 | Mondiali                   | Londra         | Lancio del martello | 24º (q)   | 71,69 m     |      |
| 2018 | Giochi sudamericani        | Cochabamba     | Lancio del martello | Bronzo    | 72,53 m     |      |
| 2019 | Sudamericani               | Lima           | Lancio del martello | 5º        | 69,85 m     |      |
| 2019 | Giochi mondiali militari   | Wuhan          | Lancio del martello | 8º        | 64,04 m     |      |